# Нейман, Франц Эрнст Кристиан

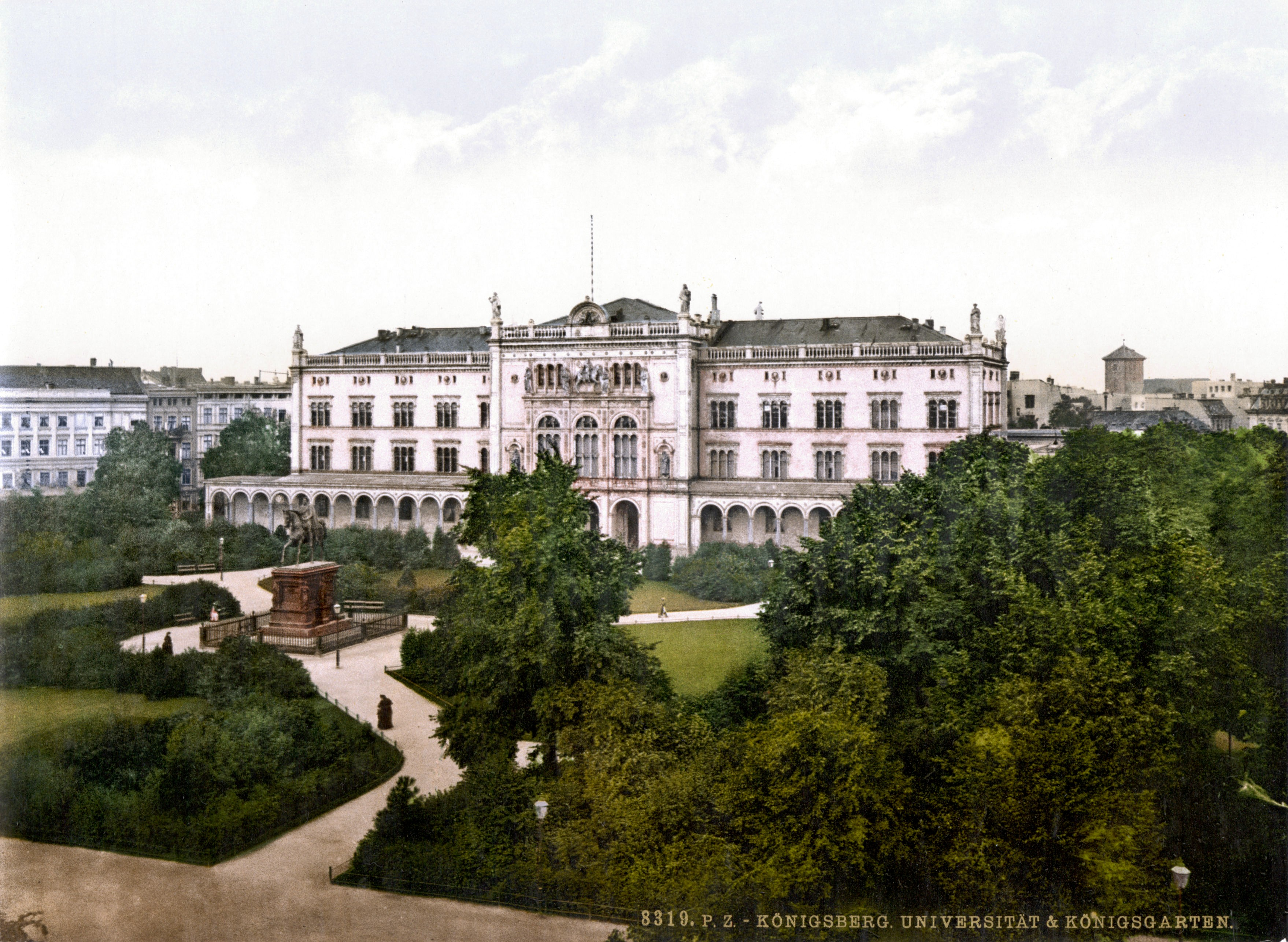
Главный корпус Кёнигсбергского университета. 1890—1900 год

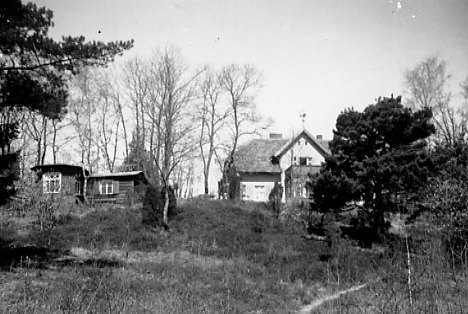
Жилой дом и лаборатория, где летом Эрнст Нейман проживал у своей дочери. 1903 год, Раушен (ныне Светлогорск)

Эрнст Нейман, Франц Эрнст Кристиан Нейман (нем. Ernst Neumann, Franz Ernst Christian Neumann; 30 января 1834, Кёнигсберг — 6 марта 1918, там же) — немецкий патолог и гематолог.

## Жизнеописание
Франц Эрнст Кристиан Нейман был внуком натуралиста Карла Готтфрида Хагена и сыном физика Франца Эрнста Неймана. Как и его братья Карл Готфрид Нейман и Юлиус Фридрих Нейман, учился в Старогородской гимназии в Кёнигсберге (нем. Altstädtisches Gymnasium). Окончив её в 1850, он в том же году поступил в Кёнигсбергский университет. Сначала посещал лекции по математике и философии, а затем перешел на медицинский факультет. В 1855-м Эрнст получил докторскую степень. Одним из его учителей был Герман фон Гельмгольц. После студий в Карловом университете в Праге и в клинике Шарите, где тогда работал Рудольф Вирхов, в 1866 году Эрнст Нейман стал профессором в Кёнигсберге. Год до того он занял должность ректора Кёнигсбергского института патологии вместо Фридриха Даниеля фон Реклингхаузена и находился на этой должности до 1903 года. Под руководством Неймана защитили диссертации 25 его учеников.
Был женат на Анне Кёниг (1839—1903), дочери гимназического преподавателя математики и астрономии Иоганна Фридриха Кёнига (1798—1865) и сестре парижского учёного и механика Рудольфа Кёнига (1832—1901). Семья жила в Кёнигсберге, на улице Флисштрассе, 28. Трое из шестерых детей умерли в раннем возрасте. Сын Рихард Эрнст Нейман преподавал математику в Марбургском университете. Дочь Елена Нейман (1874—1942) — маляр и график, ученица Генриха Вольфа.
Нейман умер в 84 года. Его похоронили в Хуфене. Ныне это территория Центрального парка Калининграда.

## Научная деятельность

### Патология и гематология
В 1868 году Нейман описал «лимфоидные мозговые клетки» в костном мозге и доказал, что в этом органе производится кровь и выдвинул концепцию стволовых клеток и кроветворения. Он также описал острый миелолейкоз.
Благодаря этой «в высшей степени сенсации» Кёнигсбергский институт патологий вошёл в историю медицины, а с 1868 года от патологии отделилась дисциплина «современная гематология XIX века». Кроме гематологии, Нейман развивал такие области патологии, как регенерация нервов и мышц, учение о пигментации, воспаление и стоматологические нарушение. За многогранность научной работы многочисленные авторы называют Неймана «Вирховым Востока».
В 2007 году Цех и другие авторы опубликовали такой текст:

Можно считать, что исследования стволовых клеток начал Эрнст Нейман. Назначенный в 1866 году профессором патологии в Кёнигсберге, он описал в предыдущем сообщении наличие ядерных эритроцитов крови в костном мозге. В своих последующих работах он констатировал, что в течение постэмбриональной жизни продолжается эритропоэз и лейкопоэз в костном мозге. На основе своих наблюдений Эрнст Нейман первым выдвинул постулат о костном мозге как кровотворном органе с общими для всех гемопоэтических клеток стволовыми клетками.
Оригинальный текст (англ.)The beginning of stem cell research can be dated back to Ernst Neumann, who was appointed professor of pathology at Koenigsberg in 1866 and described in a preliminary communication the presence of nucleated red blood cells in bone marrow (BM) saps. He concluded in his subsequent papers, that during postembryonic life, erythropoiesis and leukopoiesis are taking place in the BM. On the basis of his observation, Ernst Neumann was the first to postulate the BM as blood forming organ with a common SC for all hematopoietic cells

### Гематологические исследования, пигменты крови

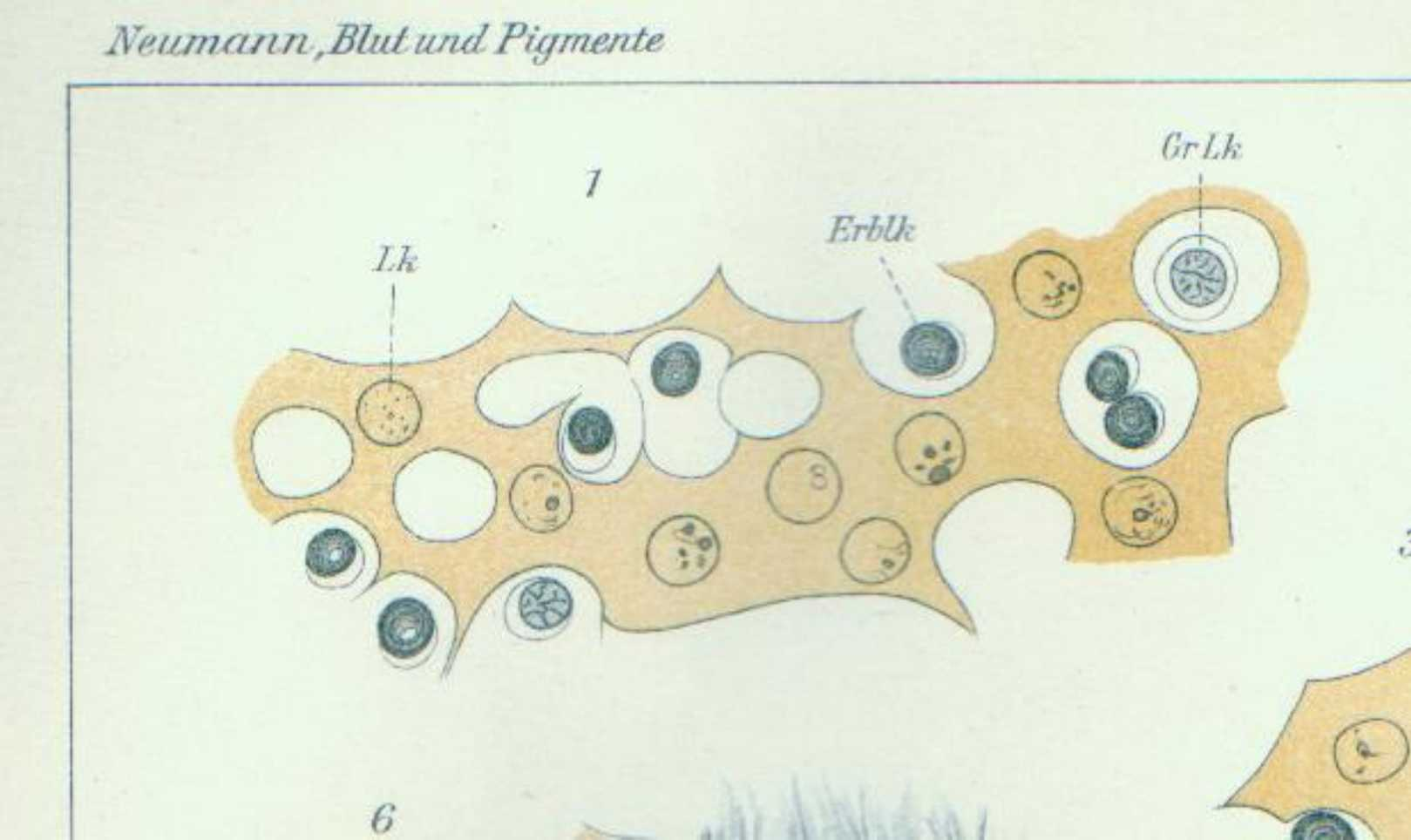
Ядро «большого лимфоцита» — стволовой клетки — в печени эмбриона. Рисунок Эрнста Неймана, 1914. Опубликовано в Blut und Pigmente — Gesammelte Abhandlungen mit Zusätzen. Jena 1917.

Изучение процессов регенерации в тканях зубов и костей, электрофизиологические опыты над мембраной эритроцита, исследования желтухи новорождённых, которую Нейман отличил от патологической желтухи, — все это впоследствии привело в 1868 году к первому описанию клеток, которые формируют красные кровяные тельца. В 1869 году учёный впервые описал морфологию костного мозга, в частности систему капилляров. В той же работе он отметил, что у эмбрионов кровь производят не только селезёнка и печень, но и костный мозг. Все опыты были проведены над нативным (естественным) препаратом (микроскопическое исследование на клеточном уровне без химических приложений), который впервые описал Нейман.
В 1869—1871 годах Нейман анализировал мазки крови, взятые у пациентов, и описал зависимую от деятельности костного мозга болезнь. Назвал её «миелолейкозом», в отличие от «миелоидного лейкоза» (лейкоза, похожего на костномозговой), описанного Паулем Эрлихом. В 1878 году Нейман выяснил, что лейкоциты — белые кровяные тельца — тоже производятся в костном мозге. В 1882 году он сформулировал закон распределения жёлтого и красного костного мозга в конечностях («закон Неймана»), который утверждает, что у новорожденных детей все кости с мозговым наполнением содержат красный костный мозг. С возрастом выработка крови сосредотачивается в центре тела, а в периферийных костях остается только жировой костный мозг. Такое утверждение поддерживали Джулио Бидзодзеро и Клод Бернар, а Жорж Пуше и Георг Гайем возражали. Однако за два десятилетия этот закон стал научной аксиомой. «Сияние истины сначала может ослеплять, но в конце концов оно заменяет все искусственные светильники».
В 1888 году представлен другой гематологический закон Неймана: красный пигмент крови «гемосидерин» (Neumann) формируется в здоровом организме, тогда как пигмент гематоидин — продукт некроза.
В 1912 году в научной работе Нейман определил, что постэмбриональное кроветворение происходит благодаря клетке костного мозга, которую он описал ещё в 1869 году, которую с П. Эрлихом и А. В. Максимовым назвал «большим лимфоцитом», а в 1912 году — полипотенциальной (способной к дифференциации в разных направлениях) «большой лимфоцитарной стволовой клеткой». Такие клетки вырабатывают кровяные тельца всех разновидностей — эритроциты, лейкоциты и лимфоциты. В свою очередь, ретикулярная ткань (reticulum) производит эти тельца в печени, селезёнке и костном мозге эмбриона. Кроме того, Нейман сделал значительный вклад в клиническую картину онкологической анемии.

### Исследования в общей патологии и патологической анатомии

#### Воспаление
В Европе XIX века ещё была распространена практика кровопускания, а Нейман — один из первых патологоанатомов, кто отстаивал гипотезу о воспалении как прежде всего защите организма во время заживления. Течение воспаления состоит из двух процессов — собственно воспалительного (laesio continui, то есть микронекроза) и регенеративного. В фазе регенеративного заживления главную роль играет образование соединительной ткани. Нейман назвал фибробласты своим именем и описал их поведение в воспалительных процессах. В 1896 году он ввёл термин «фибриноидная дегенерация» (впоследствии — «фибриноидный некроз») для воспалительной реакции на серозных оболочках, в отличие от «фибринозной экссудации» (Нейман, 1896)

#### Дегенерация и регенерация мышц и нервов
Описанные Нейманом мышечные наросты — это регенеративная форма поперечно-полосатой мышечной ткани. Решающую роль здесь играет восстановительный дивертикул регенеративного эпителия (соединительной ткани).
Нейман экспериментировал на животных — делал трансплантации нервов, исследуя их дегенерацию и регенерацию. По его мнению, леммоциты (шванновские клетки) значительно влияют на регенерацию повреждённых нервов (теория шванновских нейробластов, или же теория цепи клеток). В законе Неймана о развитии нервов говорится о взаимосвязи моторных нервных путей и формировании головного мозга эмбриона

#### Опухоль Неймана
Опухоль Неймана соответствует первому описанию врождённого эпулиса — доброкачественного опухолевидного разрастания мягких тканей на альвеолярном отростке челюсти.

### Стоматология
Зубные оболочки Неймана — это особенно устойчивые к химическим веществам стенки зубных каналов, в которых содержатся дентинные волокна Тома. В случае кариеса из-за внешнего воздействия возникает воспалительный отёк дентинных волокон, расширяются оболочки зубов и сужаются зубные каналы.

## Термины, связанные с именем Неймана
Следующие медицинские названия носят имя Эрнста Неймана:
- Два закона Неймана — см. в тексте статьи выше
- Клетки Неймана — ядерные клетки в костном мозге, из которых образуются красные кровяные тельца
- Оболочка Неймана — слой ткани, относительно стойкий против кислот, который формирует стенки дентинных канальцев. Другое название — дентинная оболочка
- Синдром Неймана — мышечная клеточная опухоль у детей. Другое название — неонатальная миобластома
- Оболочка Руже-Неймана — аморфное основное вещество между остеоцитом и лакунарной перегородкой
- Опухоль Неймана, или врожденный эпулис

## Награды и отличия
В 1883 году Нейману дали звание тайного медицинского советника. Он имел почётные докторские степени Тюбингенского (1898) и Женевского (1915) университетов. В 1916 году его наградили рыцарским орденом. На 80-летие Неймана бывшие студенты Кёнигсбергского университета подарили ему памятную золотую медаль (диаметр 6 см) работы Станислава Кауэра. Гипсовые (диаметр 45 см) копии медали в настоящее время находятся в Музее города Кёнигсберг, Музее города Дуйсбург (1998), в Берлинском (1999) и Ингольштадтском музеях истории медицины. В последнем из них находится также бронзовая копия (диаметр 6 см).
27 августа 1995 года в Дюссельдорфе впервые состоялось вручение Премии Эрнста Неймана в рамках 24-го заседания Международного общества экспериментальной гематологии. Этой заново отлитой в золоте медалью наградили лауреата — профессора Д. Меткафа за заслуги в сфере гематологии. Кроме того, Эрнсту Нейману отдали должное на выставке «Европейский масштаб естественных наук Кёнигсберга XIX века» по случаю 750-летия Калининграда в 2005 году.

## Труды
- Beiträge zur Kenntniss des Zahnbein- und Knochengewebes. Leipzig, 1863.
- Über das verschiedene Verhaltung gelähmter Muskeln gegen den constanten und inducirten Strom und die Erklärung desselben. Deutsche Klinik, Berlin, 1864, 16: pp.65-69.
- Zur Histologie der rothen Blutkörperchen. In: Centralblatt für die Medizinischen Wissenschaften 3/31(1865): pp.481-484 [nicht in: Blut und Pigmente]
- Über die Bedeutung des Knochenmarks für die Blutbildung. Vorläufige Mitteilung. In: Centralblatt für die Medizinischen Wissenschaften Nr. 44 (1868)
- Über die Bedeutung des Knochenmarks für die Blutbildung. Ein Beitrag zur Entwicklungsgeschichte der Blutkörperchen. Wagners Archiv der Heilkunde X (1869) [Abdruck in: Blut und Pigmente Fischer, Jena 1917, S. 6-51]
- Ein Fall von Leukämie mit Erkrankung des Knochenmarks. [Ernst Leberecht Wagners] Archiv der Heilkunde, Leipzig, 1870, 11: 1-14.
- Das Gesetz über die Verbreitung des gelben und roten Knochenmarks Centralblatt für die Med. Wissenschaft. 18 (1882) 321—323
- Einige Versuche über Nerventransplantationen. Arch. für Entwicklungsmechanik 6 H. 4 (1898) S. 326—236
- Hämatologische Studien III, Leukozyten und Leukämie. Archiv für Mikroskopische Anatomie und Entwicklungsgeschichte, 1912, 207: 480—520. [auch in: Blut und Pigmente. Fischer, Jena 1918.]
- Neuer Beitrag zur Kenntnis der embryonalen Leber. Arch. für mikroskopische Anatomie 85, Abt. I (1914) 480—520
- Blut und Pigmente — Gesammelte Abhandlungen mit Zusätzen. Gustav Fischer, Jena 1917. (z.B. «Großlymphozytäre Stammzelle» 1912, S. 313 — Ergänzung des Stammzellpools auch durch mitotische Teilung)